# Donkey (álbum)
Donkey es el segundo álbum de la banda brasileña de electro-rock CSS, lanzado el 21 de julio de 2008. Se grabaron diecisiete canciones en Trama Studios São Paulo, de las cuales once aparecen en el álbum. Donkey sigue a su álbum debut Cansei de Ser Sexy, aclamado por la crítica.
Tres meses antes del lanzamiento, la bajista Iracema Trevisan dejó la banda, siendo reemplazada por el entonces baterista Adriano Cintra. El nuevo baterista es el inglés Jon Harper, exintegrante de The Cooper Temple Clause.
El álbum fue lanzado en Canadá y Estados Unidos por el sello Sub Pop, en Europa por Warner Bros. Records y en Japón por KSR. En las reseñas iniciales del álbum, los críticos notaron un enfoque más pulido del sonido y las técnicas de producción de CSS.
El álbum fue mezclado por Mark "Spike" Stent.

## Sencillos
El primer sencillo es "Rat Is Dead (Rage)", que estuvo disponible para descarga gratuita en el sitio web oficial de la banda el 28 de abril de 2008. El segundo sencillo, "Left Behind", fue lanzado físicamente el 14 de julio de 2008 y llegó a las listas. en el puesto 78 en la lista de sencillos del Reino Unido. El tercer sencillo, "Move", fue lanzado el 13 de octubre de 2008. Se rodó un vídeo musical en España, dirigido por Keith Schofield, que se puede ver en YouTube.

## Rendimiento
Donkey debutó en el puesto 37 en la lista de álbumes irlandeses, en el puesto 32 en la lista de álbumes del Reino Unido, en el puesto 22 en la lista de álbumes finlandeses, en el número 54 en la lista de álbumes franceses y en el número 189 en el Billboard 200.
La canción "Jager Yoga" apareció en el videojuego FIFA 09 y "Rat Is Dead (Rage)" apareció en Midnight Club: Los Angeles.

## Listado de pistas
Listado oficial de pistas:
1. "Jager Yoga" (Adriano Cintra/Ana Rezende dos Anjos/Carolina Parra/Luiza Sá/Lovefoxxx) – 3:48
2. "Rat Is Dead (Rage)" (Adriano Cintra) – 3:18
3. "Let's Reggae All Night" (Adriano Cintra/Lovefoxxx) – 3:54
4. "Give Up" (Adriano Cintra/Luiza Sá) – 3:20
5. "Left Behind" (Adriano Cintra) – 3:30
6. "Beautiful Song" (Adriano Cintra/Lovefoxxx) – 3:27
7. "How I Became Paranoid" (Adriano Cintra) – 3:25
8. "Move" (Adriano Cintra/Luiza Sá/Lovefoxxx) – 3:53
9. "I Fly" (Adriano Cintra) – 3:16
10. "Believe Achieve" (Adriano Cintra/Lovefoxxx) – 3:36
11. "Air Painter" (Adriano Cintra/Lovefoxxx) – 3:47

Pista extra de iTunes / Pista solo para preordenar (Reino Unido)
"Hit and Run" – 3:02
Disco extra ^^
1. "Hit and Run"
2. "Blackwing" (Adriano Cintra) ^
3. "I Fly" (demo) ^  Otras pistas grabadas

- "You and Yourself"
- "Dallas 141" (Adriano Cintra)
- "Cannonball" (Kim Deal) ^
- "Buenos Aires"

^Lados B del sencillo " Left Behind ".  ^^Un disco extra limitado incluido como regalo para quienes realicen pedidos anticipados.

## Personal
- Adriano Cintra – bajo, voz, coros
- Lovefoxxx – voz
- Ana Rezende ( Ana Rezende dos Anjos) - guitarras y teclados
- Carolina Parra – guitarra, coros
- Luiza Sá – guitarra, teclados, cencerro
- Jon Harper – batería